# Long Island (Bahamas)
Pour les articles homonymes, voir Long Island (homonymie).
Long Island est une île de l'archipel des Bahamas.
Long Island est l'un des 32 districts des Bahamas. Il porte le numéro « 17 » sur la carte ci-contre.

## Géographie
Long Island s'étend sur 130 kilomètres de long et 6 kilomètres de large, à son point le plus large.
L'île se situe à environ 265 kilomètres au sud-est de la capitale des Bahamas, Nassau.
Le tropique du cancer traverse la partie nord de l'île.
Long Island est réputée pour ses nombreuses cavités naturelles souterraines et sous-marines. En particulier, on y trouve le Deans Blue Hole, la plus profonde doline noyée connue à fin 2010. C'est aussi l'un des plus grands volumes naturels souterrains répertoriés.

## Galerie

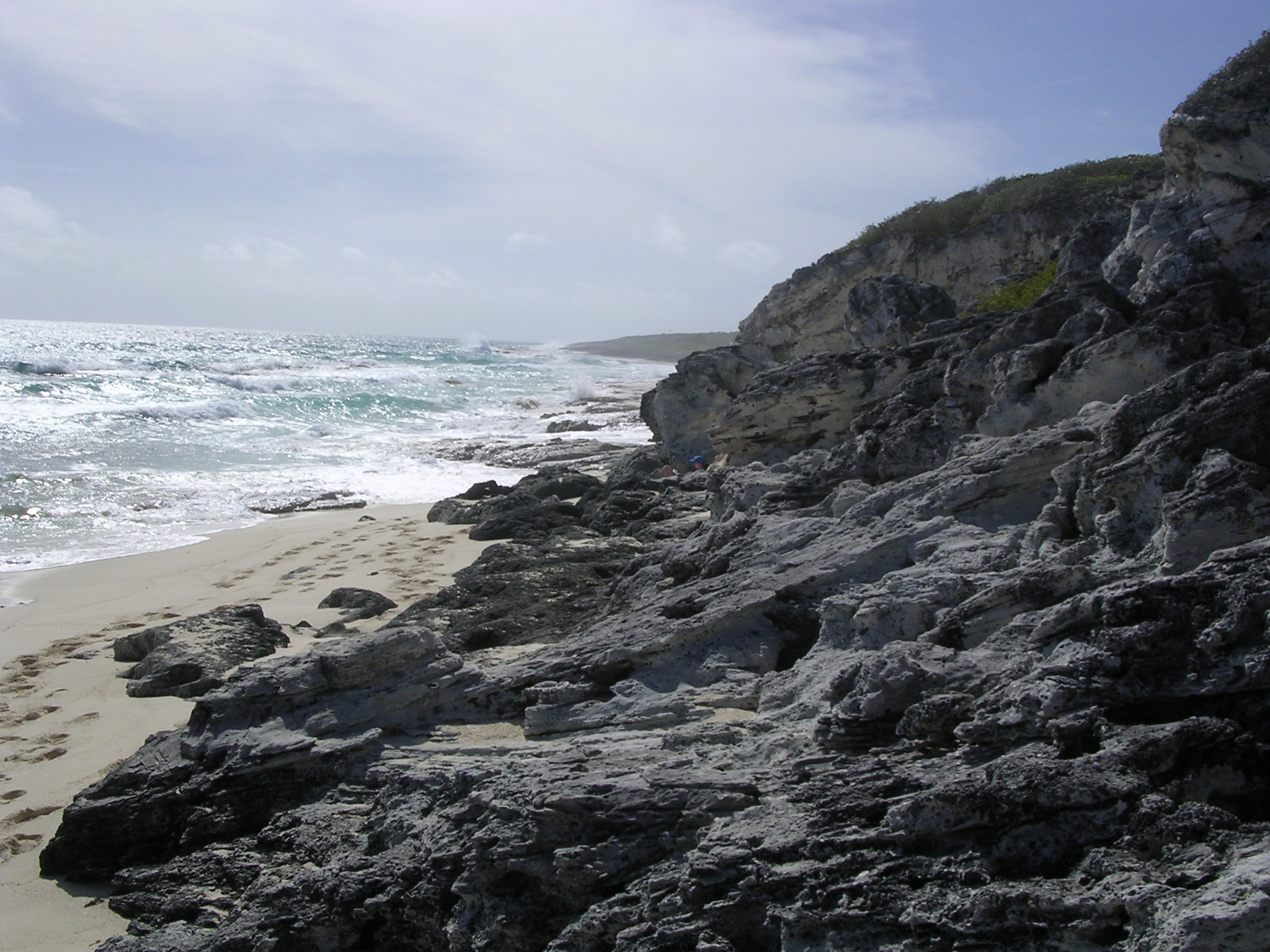
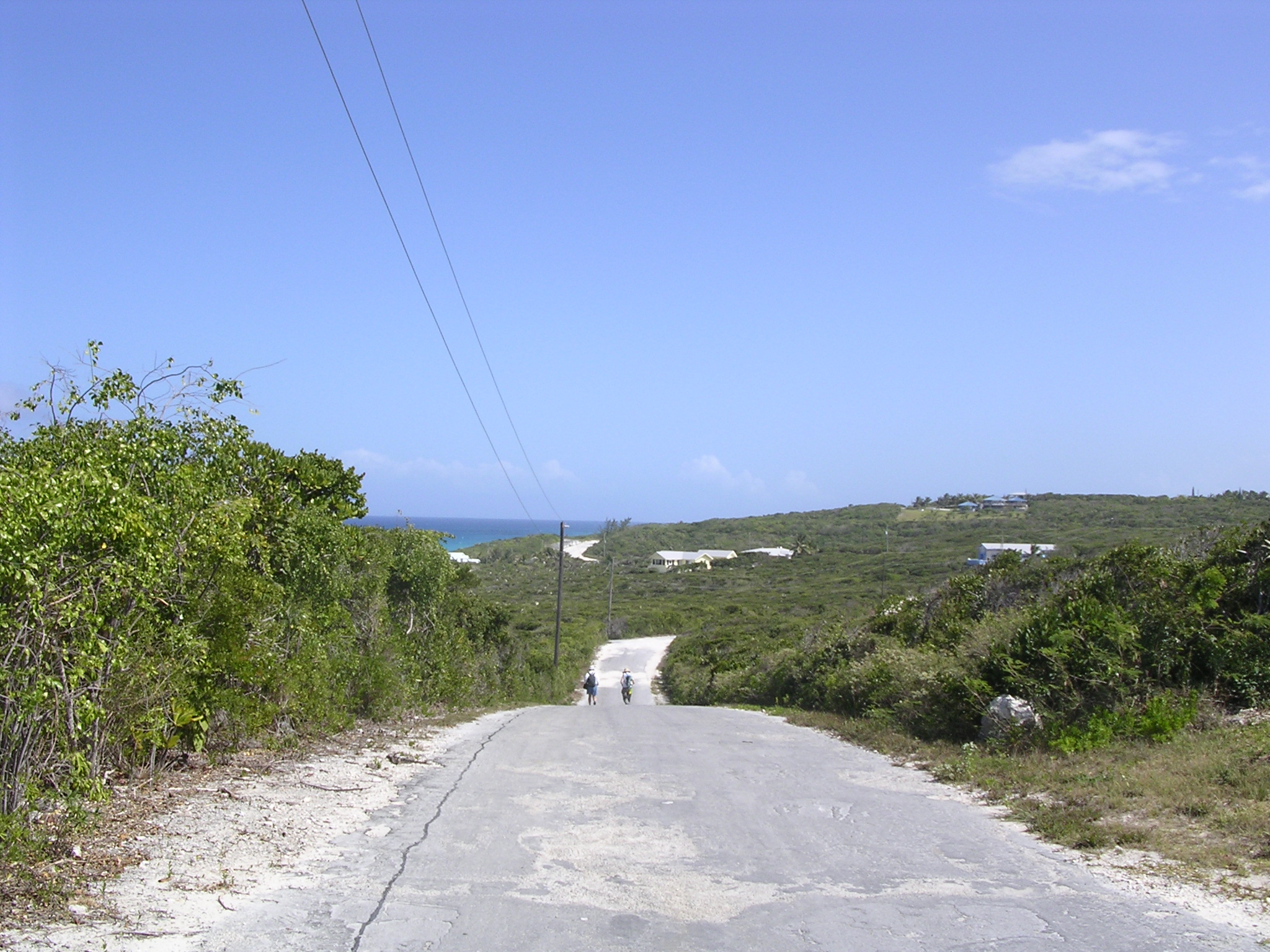
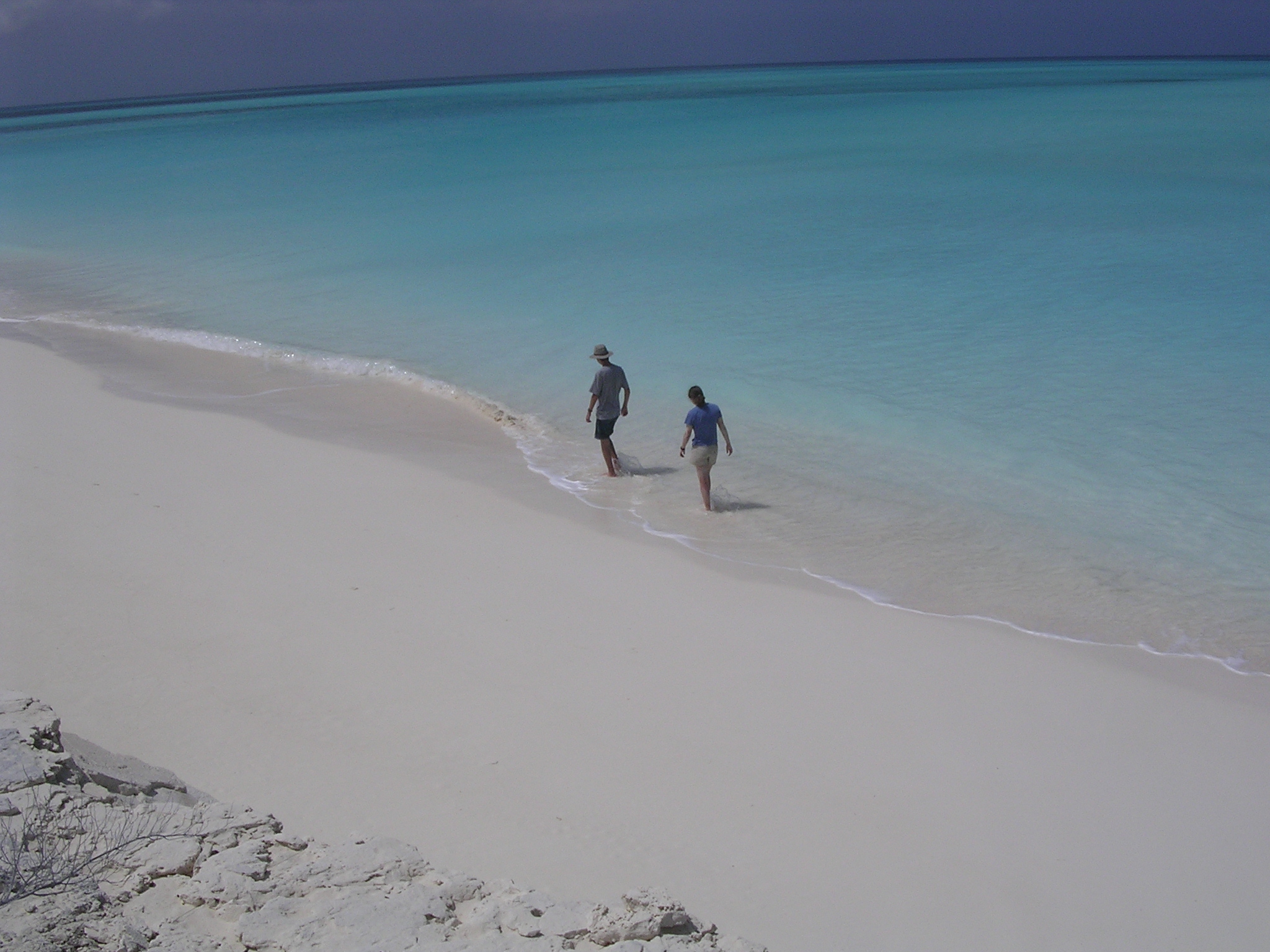
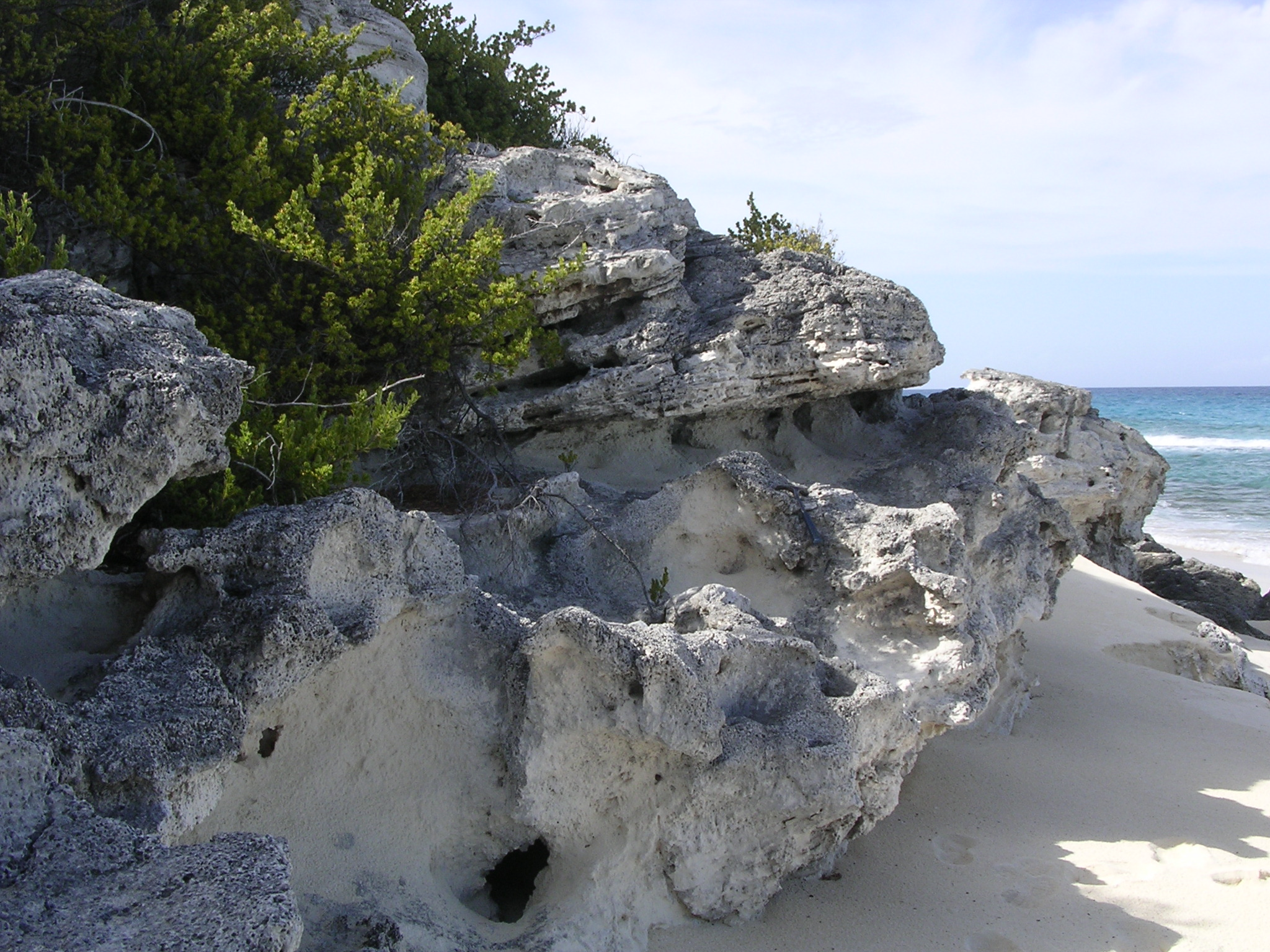
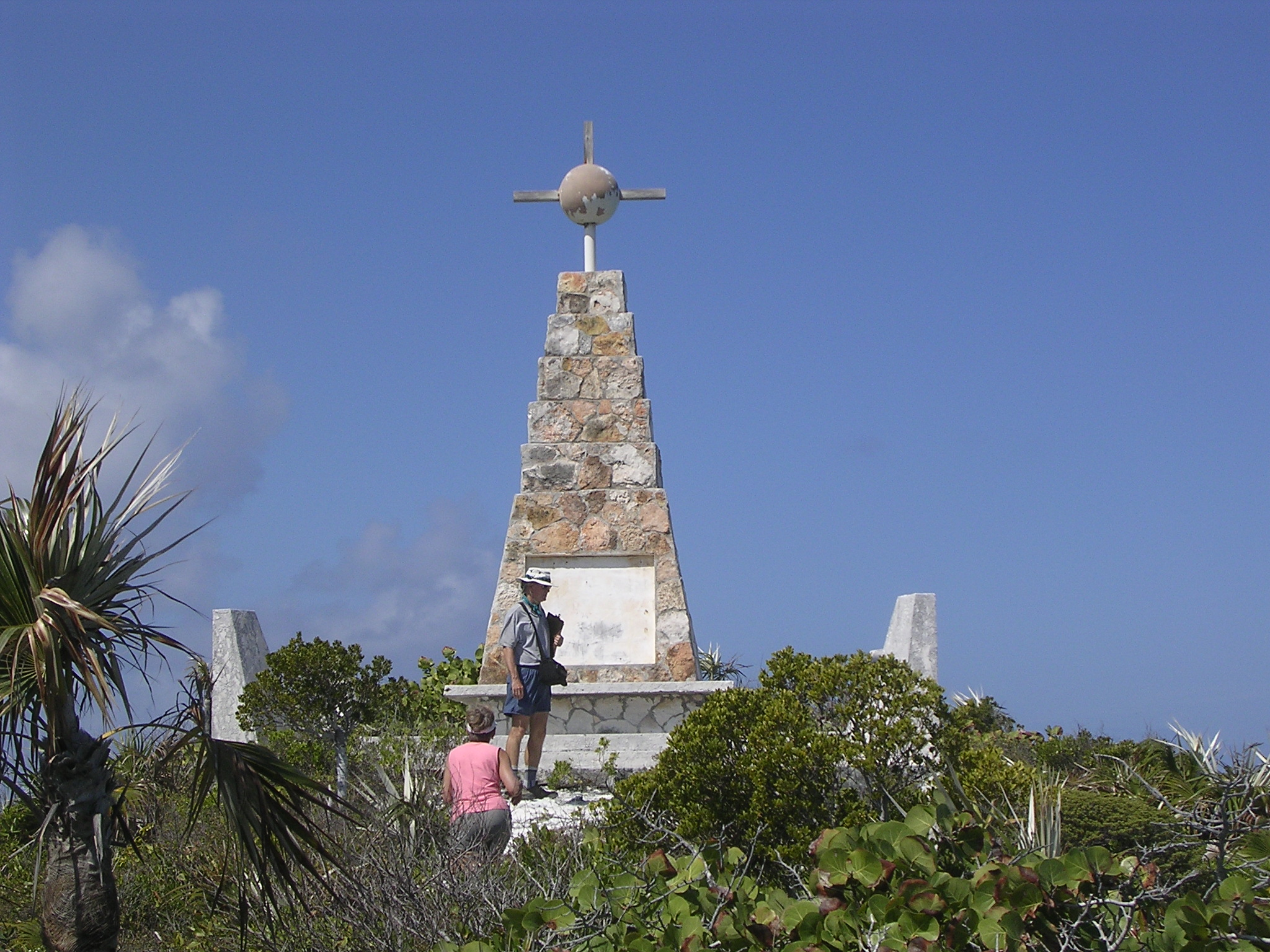